# Корин, Хармони
Ха́рмони Кори́н (англ. Harmony Korine; род. 4 января 1973) — американский кинорежиссёр, сценарист, актёр и писатель.

## Биография
Хармони Корин родился в калифорнийском городке Болинас. Когда ему было 5 лет, его семья переехала в столицу штата Теннесси, город Нашвилл. В восемнадцать лет Хармони Корин уехал в Нью-Йорк, где поступил в Нью-Йоркский университет, но позже бросил учёбу. В первой половине 1990-х годов он познакомился с фотографом Ларри Кларком, который в то время начинал работу над своим режиссёрским дебютом — фильмом «Детки». Хармони Корин стал одним из сценаристов этого фильма. В 1997 году вышел на экраны фильм «Гуммо», режиссёром и сценаристом которого стал сам Корин. В последующие годы он работал над такими фильмами, как «Ослёнок Джулиэн» (1999 год), «Мистер Одиночество» (2007 год), «Трахальщики мусорных бачков» (2009 год).
В 2007 году Хармони Корин женился на Рэйчел Саймон, которая позже исполнила несколько ролей в его фильмах.
Хармони Корин является другом скейтбордиста Марка Гонзалеса. Гонзалес, в свою очередь, снялся в нескольких работах Корина.

## Творчество
Помимо кинематографической деятельности, Хармони Корин занимается и литературной: он опубликовал такие произведения, как «A Crackup at the Race Riots» и «Devils and Babies», сборник фэнзинов. Также в виде книги он издал сценарии к некоторым своим фильмам.
| Избранная фильмография | Избранная фильмография      | Избранная фильмография | Избранная фильмография                |
| Год                    | Название на русском         | Оригинальное название  | Участие                               |
| ---------------------- | --------------------------- | ---------------------- | ------------------------------------- |
| 1995                   | Детки                       | Kids                   | сценарист, актёр (в титрах не указан) |
| 1997                   | Гуммо                       | Gummo                  | режиссёр, сценарист, актёр            |
| 1997                   | Умница Уилл Хантинг         | Good Will Hunting      | актёр (в титрах не указан)            |
| 1999                   | Ослёнок Джулиэн             | Julien Donkey-Boy      | режиссёр, сценарист                   |
| 2002                   | Кен Парк                    | Ken Park               | сценарист                             |
| 2005                   | Последние дни               | Last Days              | актёр                                 |
| 2007                   | Мистер Одиночество          | Mister Lonely          | режиссёр, сценарист, продюсер         |
| 2009                   | Трахальщики мусорных бачков | Trash Humpers          | режиссёр, сценарист, актёр, оператор  |
| 2013                   | Отвязные каникулы           | Spring Breakers        | режиссёр, сценарист                   |
| 2014                   | Манглхорн                   | Manglehorn             | актёр                                 |
| 2019                   | Пляжный бездельник          | The Beach Bum          | режиссёр, сценарист                   |
| 2023                   | Аггро Дрифт                 | Aggro Dr1ft            | режиссёр, сценарист                   |

## Награды и номинации
- После выхода на экраны фильма «Детки» Хармони Корин был номинирован на получение кинопремии Независимый дух как лучший сценарист.
- Фильм «Гуммо» получил Приз ФИПРЕССИ на Венецианском кинофестивале в 1997 году и специальный приз жюри на кинофестивале в городе Хихон (Испания) в этом же году. Также «Гуммо» был отмечен премией KNF на Роттердамском кинофестивале в 1998 году.
- В 1999 году Хармони Корин был номинирован на получение кинопремии Независимый дух как лучший режиссёр. Через год, в 2000 году, его фильм «Ослёнок Джулиэн» был номинирован на получение «Бронзового коня» (одна из главнейших наград Стокгольмского кинофестиваля)[8].